# Castels
Castels est une ancienne commune française située dans le département de la Dordogne, en région Nouvelle-Aquitaine.
Au 1er janvier 2017, elle fusionne avec Bézenac pour former la commune nouvelle de Castels et Bézenac.

## Géographie

### Généralités
Castels se trouve dans le Périgord noir, dans la partie sud-est du département de la Dordogne, en rive droite de la rivière Dordogne.
Bergerac est à 56 km à l'ouest, Périgueux à 56 km au nord-ouest, Brive-la-Gaillarde (Corrèze) à 65 km au nord-est, Cahors (préfecture du Lot) à 78 km au sud-est, Villeneuve-sur-Lot (Lot-et-Garonne) à 70 km au sud-ouest.
Le parc naturel régional des Causses du Quercy est à 50 km à l'est (dans le Lot).
Le territoire de Castels fait partie de la commune nouvelle de Castels et Bézenac.

### Communes limitrophes

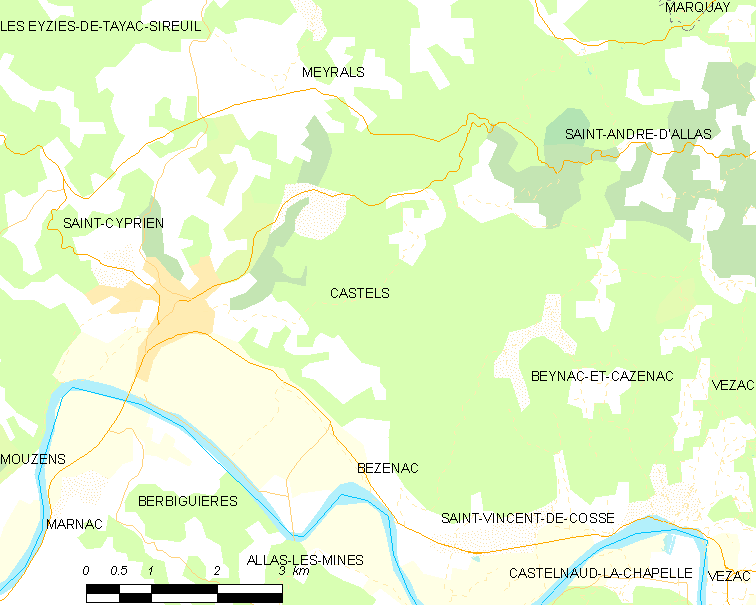
Carte de Castels et des communes avoisinantes en 2016.

En 2016, année précédant la création de la commune nouvelle de Castels et Bézenac, Castels était limitrophe de six autres communes. Au sud, son territoire est distant d'environ 130 mètres de celui d'Allas-les-Mines.
|               | Meyrals | Saint-André-d'Allas |
| Saint-Cyprien | Castels | Beynac-et-Cazenac   |
| Berbiguières  |         | Bézenac             |

## Urbanisme

### Prévention des risques
À l'intérieur du département de la Dordogne, un plan de prévention du risque inondation (PPRI) a été approuvé en 2011 pour la Dordogne amont et ses rives, qui concerne donc les zones basses du territoire de Castels,.

### Villages, hameaux et lieux-dits
Outre le bourg de Castels proprement dit, le territoire se compose d'autres villages ou hameaux, ainsi que de lieux-dits :
- Argentonesse
- Baran
- Bardot
- la Berbie
- la Bertrandie
- la Bessardie
- la Boissière
- le Breuil
- la Brolie
- Bussac
- la Cabarie
- Campagnac
- le Candelie
- Canteranne
- Capette
- les Cauffours
- le Caufour
- Charrière
- le Colombier
- la Combe
- Coquière
- Côte Froide
- Crabidou
- la Fagette
- Finsac
- Fongoumier
- Font Chaude
- Grand Seignal
- les Granges
- Graves
- le Grelat
- les Justices
- le Landou
- Luziers
- le Malpas
- Marens
- Marot
- le Mas
- les Masseries
- la Mercerie
- Moncrabou
- le Moulin de la Roque
- la Mounerie
- la Pomarède
- Puyguilhem
- Puymartin
- les Recouzes
- Redon-Espic
- la Rive
- Roc Pointu
- Rocher Rouge
- Roquebeyssette
- le Roucal
- la Rouquière
- le Rudou
- le Secadou
- le Secadou de Goudou
- le Tabandel.

## Toponymie
En occitan, la commune porte le nom de Castèl.
Sur la planète Mars, en février 2021, l'une des cibles d'analyses poussées effectuées sur un affleurement rocheux par l'astromobile Curiosity de la NASA, est baptisée d'après l'ancienne commune.

## Histoire

### Préhistoire
Plusieurs sites du territoire de l'ancienne commune ont révélé des vestiges préhistoriques.
Grotte de la Boissière
En rive droite de la Dordogne, au hameau de la Boissière, Séverin Blanc a trouvé du Solutréen et du Magdalénien.
Grotte du Roc Pointu
Figure de bison gravée, avec une particularité : les cornes sont à courbure simple (et non en forme de lyre, c'est-à-dire à double courbure), ce qui suggère soit une espèce de bison plus proche des bisons modernes, soit un polymorphisme des encornures des bisons paléolithiques ; la grotte est classée au titre des monuments historiques.
Roc Bayssette
En vallée du Moulant : Solutréen.
la Coquière
Dans la vallée sèche d'un ancien petit affluent de rive droite — côté ouest — du Moulant : Aurignacien.
Château de la Roque
En vallée du Moulant, contigu à la limite de commune entre Castels et Meyrals : Magdalénien ?

### XXIesiècle
Au 1er janvier 2017, Castels fusionne avec Bézenac pour former la commune nouvelle de Castels et Bézenac dont la création a été entérinée par l'arrêté du 29 juin 2016, entraînant la transformation des deux anciennes communes en « communes déléguées »,.
En date du 1er janvier 2020, les deux communes déléguées de Bézenac et de Castels sont supprimées.

## Politique et administration

### Administration municipale
La population de la commune étant comprise entre 500 et 1 499 habitants au recensement de 2011, quinze conseillers municipaux ont été élus en 2014,. Ceux-ci sont membres d'office du  conseil municipal de la commune nouvelle de Castels et Bézenac, jusqu'au renouvellement des conseils municipaux français de 2020.

### Intercommunalité
Elle a fait partie de la communauté de communes de la Vallée de la Dordogne puis de la communauté de communes Vallée de la Dordogne et Forêt Bessède.

### Liste des maires
| Période                                  | Période       | Identité             | Étiquette          | Qualité     |
| ---------------------------------------- | ------------- | -------------------- | ------------------ | ----------- |
| Les données manquantes sont à compléter. |               |                      |                    |             |
|                                          |               |                      |                    |             |
|                                          |               | Roger Bernard Arnaud |                    |             |
|                                          |               |                      |                    |             |
| juin 1995                                | décembre 2016 | Henri Bouchard       | SE - Apparenté PCF | Agriculteur |

## Démographie
En 2016, dernière année en tant que commune indépendante, Castels comptait 649 habitants. À partir du XXIe siècle, les recensements des communes de moins de 10 000 habitants ont lieu tous les cinq ans (2007, 2012 pour Castels). Depuis 2006, les autres dates correspondent à des estimations légales.
Pour l'ultime recensement validé par l'Insee au 1er janvier 2017, la commune déléguée de Castels comptait 653 habitants.
| 1793 | 1800 | 1806 | 1821 | 1831 | 1836 | 1841 | 1846 | 1851 |
| ---- | ---- | ---- | ---- | ---- | ---- | ---- | ---- | ---- |
| 650  | 559  | 583  | 712  | 789  | 765  | 760  | 775  | 863  |

| 1856 | 1861 | 1866 | 1872 | 1876 | 1881 | 1886 | 1891 | 1896 |
| ---- | ---- | ---- | ---- | ---- | ---- | ---- | ---- | ---- |
| 886  | 832  | 859  | 794  | 793  | 798  | 787  | 725  | 686  |

| 1901 | 1906 | 1911 | 1921 | 1926 | 1931 | 1936 | 1946 | 1954 |
| ---- | ---- | ---- | ---- | ---- | ---- | ---- | ---- | ---- |
| 667  | 651  | 596  | 571  | 610  | 551  | 569  | 519  | 491  |

| 1962 | 1968 | 1975 | 1982 | 1990 | 1999 | 2007 | 2012 | 2016 |
| ---- | ---- | ---- | ---- | ---- | ---- | ---- | ---- | ---- |
| 491  | 449  | 416  | 385  | 402  | 445  | 541  | 638  | 649  |

## Économie
Les données économiques de Castels sont incluses dans celles de la commune nouvelle de Castels et Bézenac.

## Culture locale et patrimoine

### Lieux et monuments
- Église Saint-Martin du Vieux-Castel (ancienne église Saint-Clair) du XIIIe siècle, inscrite au titre des monuments historiques en 1965[23].
- Prieuré de Redon-Espic dont il reste la chapelle de la fin du XIIe siècle et des vestiges du prieuré, classés au titre des monuments historiques en 1999[24], « peut-être l’établissement monastique le plus énigmatique du Périgord »[25]. La rénovation de sa toiture en lauzes de 2004 à 2006 avec des pierres de mauvaise qualité (gélives) a entrainé des infiltrations d'eau dans l'édifice[26].
- Église Notre-Dame-de-l'Assomption de Castels, construite dans la vallée, en 1870-1873, par l'architecte Dubet, pour remplacer l'église Saint-Martin qui tombait en ruines. L'église comprend une nef de trois travées, des chapelles latérales formant un transept et le chœur. L'église est couverte de fausses voûtes d'arêtes. La façade occidentale est surmontée d'un clocheton-mur[27].
- Château d'Argentonesse a été construit au XIX par le général Paul de Boysson sur des bases plus anciennes[28]. Sa large façade d'une quarantaine de mètres sur neuf travées est encadrée par deux tours isolées[28]. En 2022, les nouveaux propriétaires y ouvrent des suites et des chambres d'hôtes[29].
- Château de La Roque, demeure natale en 1703 de Mgr Christophe de Beaumont, archevêque de Paris. Anne Logréal en était châtelaine au milieu du XIXe siècle.
- Grotte préhistorique du Roc pointu, également inscrite au titre des monuments historiques depuis 2007[10] dans laquelle a été trouvée une figure de bison gravée[9].

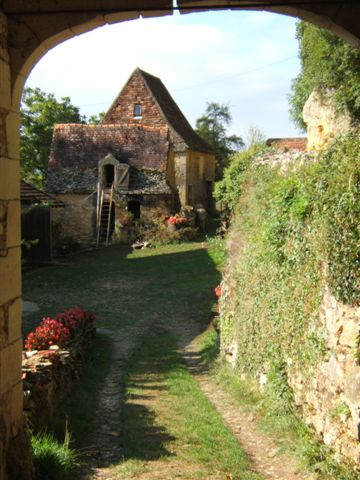
Maison La Boissière.
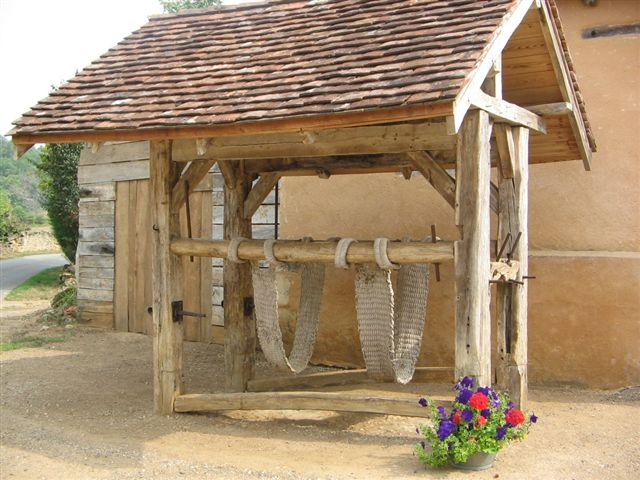
Travail à Baran.

### Personnalités liées à la commune
C'est à Castels qu'a grandi le psychologue et criminologue Jean-Pierre Bouchard. Dans le premier de ses ouvrages, Périgord terre de mémoire, on peut voir les gens de Castels et du Périgord noir qu'il a photographiés dans leurs activités traditionnelles.